# Johann Georg Wermelskirch

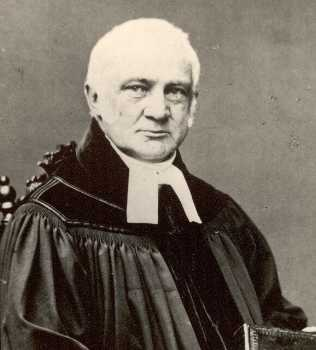
Johann Georg Wermelskirch in Amtstracht

Johann Wilhelm Georg Gottfried Wermelskirch (* 22. Februar 1803 in Bremen; † 20. Dezember 1872 in Erfurt) war ein evangelisch-lutherischer Theologe und Pfarrer der altlutherischen Kirche in Preußen. 

## Leben
Johann Georg Wermelskirch wuchs zunächst in einer reformierten Bremer Familie auf. Er kam unter den Einfluss der Erweckungsbewegung und begann sich für die Mission zu interessieren. Er erhielt eine Ausbildung zum Missionar an der Missionsschule von Johannes Jaenicke in Berlin. Im Anschluss an seine Ausbildung wurde er Judenmissionar in Warschau, ab 1826 in Posen. Er erreichte durch seine missionarische Arbeit allerdings mehr erweckte Christen als Juden. In den 1830er Jahren war Wermelskirch zunehmend davon überzeugt, dass das lutherische Bekenntnis dasjenige sei, das am klarsten dem Zeugnis der Bibel entspreche. Im Dezember 1834 kam es zur Gründung einer von der unierten preußischen Landeskirche unabhängigen lutherischen Gemeinde in Posen, die Wermelskirch zu ihrem Pastor berief. Mit der Berufung Wermelskirchs ging auch der Anschluss der Gemeinde in Posen an die altlutherische Kirche in Preußen einher. Durch seine Arbeit entstanden in der Provinz Posen weitere altlutherische Gemeinden. Gute Kontakte hatte Wermelskirch zur Erweckungsbewegung um Adolf von Thadden-Trieglaff, mit dem er um die Sammlung lutherischer Gemeinden in Pommern bemüht war.
1835 wurde Wermelskirch, im Zuge der Verfolgung der Altlutheraner durch Friedrich Wilhelm III., aus Preußen ausgewiesen, da er als Bremer „Ausländer“ war, und ging ins Exil nach Dresden. Dort wurde er 1836 erster Direktor des Dresdner Missionsvereins und half, u. a. gemeinsam mit Johann Gottfried Scheibel, dabei, diesen als konfessionell-lutherische und kirchlich gebundene Missionsanstalt zu etablieren. Aus diesem Missionsverein wurde später das Evangelisch-Lutherische Missionswerk Leipzig. Die Leipziger Mission wurde folglich von der Evangelisch-Lutherischen Kirche in Preußen als ihr Missionswerk betrachtet. Durch die Zeit im Dresdner Missionsverein entstanden Kontakte zu den wichtigsten lutherischen Theologen seiner Zeit, wie zum Beispiel Wilhelm Löhe und Andreas Gottlob Rudelbach.
Als in Preußen unter Friedrich Wilhelm IV. die Duldung der Altlutheraner eintrat, wurde Johann Georg Wermelskirch Pfarrer der altlutherischen Gemeinde in Berlin und verhandelte mit der Regierung über die staatliche Anerkennung der altlutherischen Kirche. 1844 wurde er zum Pfarrer der Christuskirche in Erfurt berufen, von wo aus er einen großen Pfarrbezirk betreute, der zum Teil bis in die preußische Rheinprovinz reichte. So konnte Löhe ihn sogar als den „Bischof Thüringens“ bezeichnen. Nach seinem Tode 1872 wurde über ihn gesagt, dass er „zu den wenigen [gehörte], die in schwerer Zeit sich nicht mit Fleisch und Blut besprochen, sondern alles, was dem Fleische lieb und wert ist hinten angesetzt und geopfert haben, um nur die lutherische Kirche zu erretten und zu erhalten“.
Johann Georg Wermelskirch war der Schwiegervater des Mediziners und HNO-Arztes Rudolf Voltolini.